# سازايه-سان
سازايه-سان (باليابانية: サザエさん) هي سلسلة قصص مصورة كوميدية يابانية (مانغا) قامت بكتابتها ماتشيكو هاسيجاوا وتقوم بنشرها صحيفة أساهي.
نشرت المانغا للمرة الأولى في صحيفة محلية فوكونيتشي في 22 أبريل 1946 في كيوشو، ثم انتقلت هاسيجاوا وانتقلت معها الأحداث أيضاً إلى طوكيو. تصور القصص الأوضاع المحلية في طوكيو حتى اعتزال هاسيجاوا في 21 فبراير 1974.

## الأربعينية
في 16 نوفمبر 2008، بثت قناة فوجي الحلقة رقم 3000 لإحياء الذكرى الأربعين للسلسلة.

## روابط خارجية
- سازايه-سان على موقع ANN manga (الإنجليزية)